# スミゾメ
スミゾメ(墨染 学名Cerasus serrulata Lindi. ｆ. subfusca Miyoshi)はバラ科サクラ属の植物。オオシマザクラ系統の園芸種とされる。
花弁は白く、花びらが皺になっており、その影が薄い墨色のように見える。外見はオオシマザクラに良く似ている。
スミゾメの名はこのような薄暗い色の特徴を持つサクラに広範に使われている。現在ではシンスミゾメという種がある。
9世紀、上野岑雄が友人藤原基経の死を悼み、「深草の野辺の桜し心あらば今年ばかりは墨染めに咲け」（『古今和歌集』）と歌ったところ、その悲しみに感じ入った桜が喪に服すように灰色がかった色に咲いたという逸話がある。以来その地は墨染と呼ばれ、幾度も詩に詠まれており、これを題材にした能もある。